# Perlesta etnieri
Perlesta etnieri is een steenvlieg uit de familie borstelsteenvliegen (Perlidae). De wetenschappelijke naam van de soort is voor het eerst geldig gepubliceerd in 2002 door Kondratieff & Kirchner.